# Wilhelm Lindenberg

Wilhelm Lindenberg als Student in Göttingen im Wintersemester 1879 / 1880

Wilhelm Lindenberg (* 1853; † 10. Dezember 1923 in Celle) war ein deutscher Arzt.

## Leben und Wirken
Wilhelm Lindenberg wurde nach Abschluss der Volksschule Gerbergeselle. Erst eine Erbschaft ermöglichte es ihm, sein Abitur in Helmstedt nachzuholen und an der Georg-August-Universität in Göttingen Medizin zu studieren. Dort trat er im Wintersemester 1879 in die Verbindung und spätere Burschenschaft Holzminda ein. Nach erfolgreichem Studium wurde er am 1. April 1889 Chefarzt im Allgemeinen Krankenhaus in Celle. Für dessen Ausbau und Entwicklung war er maßgeblich verantwortlich und leitete es bis 1923. Im Ersten Weltkrieg leitete er als Chefarzt ein Reserve-Lazarett.
1894 wurde Lindenberg in die Celler Freimaurerloge Zum Hellleuchtenden Stern aufgenommen.

## Ehrungen und Auszeichnungen
- Im Ersten Weltkrieg:
  - Eisernes Kreuz 2. Klasse
  - Braunschweigisches Kriegsverdienstkreuz

- Er wurde zum Sanitätsrat ernannt.
- Die Lindenbergstraße in Celle wurde nach ihm benannt.